# Planeta (Mediengruppe)
Planeta Corporación, S.R.L. mit Sitz in Madrid, bekannt als Grupo Planeta, ist die bedeutendste Verlagsgruppe in Spanien und Lateinamerika.
Das Familienunternehmen ist in 25 Ländern (in Spanien, Portugal, Italien, Frankreich und Lateinamerika) mit über 100 Verlagen und 15.000 Autoren.
Neben seinen Verlagsaktivitäten ist die Gruppe in TV/Radio, Internet und Unterricht tätig.

## Hintergrund
Das Unternehmen wurde als Editorial Planeta im Jahre 1949 in Barcelona durch José Manuel Lara Hernandez gegründet.
Neben den Verlagsaktivitäten (mit u. a. den Verlagen Planeta, Editis, Seix Barral, Ediciones Destino); seit 2016 existiert DeAPlaneta Libri in Italien, eine joint-venture mit DeAgostini, mit dem Planeta seit 1984 den Verlag Planeta DeAgostini betreibt. Planeta veröffentlicht außerdem die spanische Zeitung La Razón. Planeta ist über eine Beteiligung von 42 % an dem börsennotierten Atresmedia außerdem u. a. an den spanischen Fernsehanstalten La Sexta und Antena 3 sowie dem Radiosender Onda Cero beteiligt. Neben dem Verlagswesen arbeitet die Gruppe ebenso in den Bereichen Sammlerstücke, Buchläden und -clubs, sowie Onlinemarketing und -vertrieb. Im Bereich Unterricht betreut Planeta 100,000 Studenten im universitären Bereich in Barcelona, Madrid und Paris (seit 2016), sowie durch Online-Kurse.

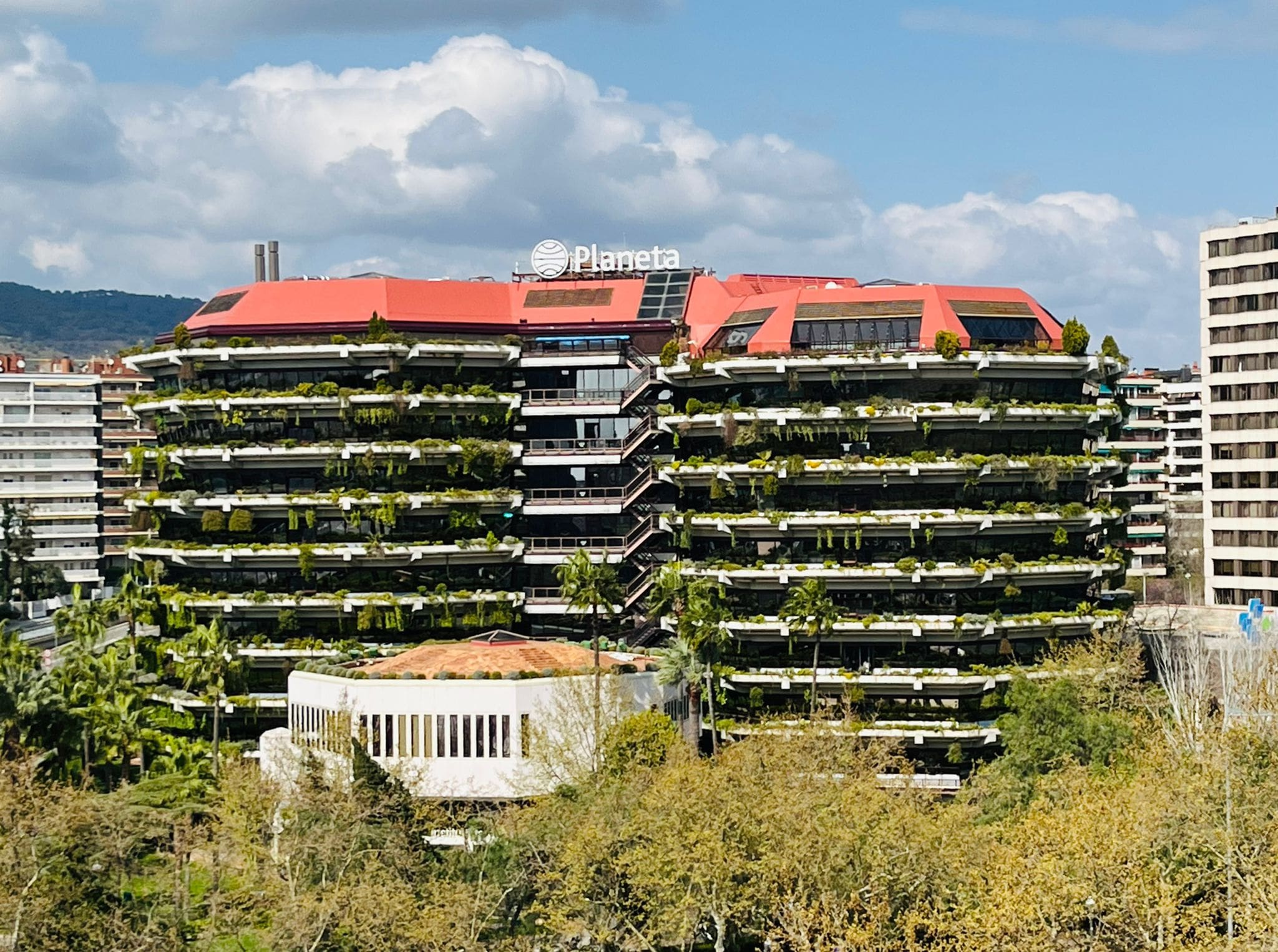
Das ehemalige Planeta-Verlagsgebäude an der Avinguda Diagonal in Barcelona

Nach Nachfolgestreitigkeiten zwischen den Erben und verfehlten Investitionen (darunter eine verlustreiche Beteiligung am Banco de Sabadell), entschloss sich die Gruppe 2018 den ehemaligen Hauptsitz in Barcelona sowie den Verlag Editis zu veräußern um Schulden abzubauen. Der Verkauf von Editis an Vivendi wurde im August 2018 bekanntgegeben.